# Свети Илия (Езерани)
Вижте пояснителната страница за други значения на Свети Илия.
„Свети Илия“ (на македонска литературна норма: „Свети Илија“) е възрожденска православна църква в ресенското село Езерани, Северна Македония. Църквата е под управлението на Преспанско-Пелагонийската епархия на Македонската православна църква. Тя е главната селска църква на Езерани.
Църквата е разположена в самия център на селото, а в близост са и селските гробища.
Храмът е построен в 1858 година. Ремонтиран е няколко пъти, като последният път е в 1991 година.

## Галерия
- Поглед към църквата
- Камбанарията на църквата
- Селските гробища
- Църквата в центъра